# ジョアルレン・バティスタ・サントス
バティスタ（Batista）、またはジョー（JO）こと、ジョアルレン・バティスタ・サントス（Joarlem Batista Santos 、1995年5月1日 - ）は、ブラジル出身のプロサッカー選手。ポジションはフォワード。

## 経歴
2018年8月、CAリネンセより水戸ホーリーホックに期限付き移籍で加入。登録名はバティスタ。
2019年も期限付き移籍期間を延長し水戸に残留。また同シーズンより登録名をジョーに変更した。リーグ戦では無得点に終わり、同年限りで水戸を退団した。

## 所属クラブ
- ????年  モジミリンEC
- ????年 - 2017年  カピヴァリアーノFC
- ????年  ECタウバテ
- ????年 - 2020年3月  CAリネンセ
  -  ????年  ECコメルシアウ (期限付き移籍)
  - 2018年  AAフランカーナ (期限付き移籍)
  - 2018年8月 - 2019年  水戸ホーリーホック (期限付き移籍)
- 2020年  アングラ・ドス・レイスEC
- 2020年 - 2021年  GEジュベントス
- 2021年  SCコヴィリャン
- 2022年 -  GDシャヴェス

## Jリーグでの個人成績
| 国内大会個人成績 | 国内大会個人成績 | 国内大会個人成績 | 国内大会個人成績 | 国内大会個人成績 | 国内大会個人成績 | 国内大会個人成績 | 国内大会個人成績 | 国内大会個人成績 | 国内大会個人成績 | 国内大会個人成績 | 国内大会個人成績 |
| 年度             | クラブ           | 背番号           | リーグ           | リーグ戦         | リーグ戦         | リーグ杯         | リーグ杯         | オープン杯       | オープン杯       | 期間通算         | 期間通算         |
| 年度             | クラブ           | 背番号           | リーグ           | 出場             | 得点             | 出場             | 得点             | 出場             | 得点             | 出場             | 得点             |
| 日本             | 日本             | 日本             | 日本             | リーグ戦         | リーグ戦         | リーグ杯         | リーグ杯         | 天皇杯           | 天皇杯           | 期間通算         | 期間通算         |
| ---------------- | ---------------- | ---------------- | ---------------- | ---------------- | ---------------- | ---------------- | ---------------- | ---------------- | ---------------- | ---------------- | ---------------- |
| 2018             | 水戸             | 47               | J2               | 12               | 1                | -                | -                | 0                | 0                | 12               | 1                |
| 2019             | 水戸             | 9                | J2               | 16               | 0                | -                | -                | 2                | 1                | 18               | 1                |
| 通算             | 日本             | 日本             | J2               | 28               | 1                | -                | -                | 2                | 1                | 30               | 2                |
| 総通算           | 総通算           | 総通算           | 総通算           | 28               | 1                | -                | -                | 2                | 1                | 30               | 2                |